# 特諾
34°52′S 71°11′W / 34.867°S 71.183°W

特諾（西班牙語：Teno），是智利的城市，位於該國中部馬烏萊大區的庫里科省，面積618.4平方公里，海拔高度252米，居民主要從事農業和畜牧業，2012年人口27,532人，人口密度每平方公里45人。